# سرالاسرار

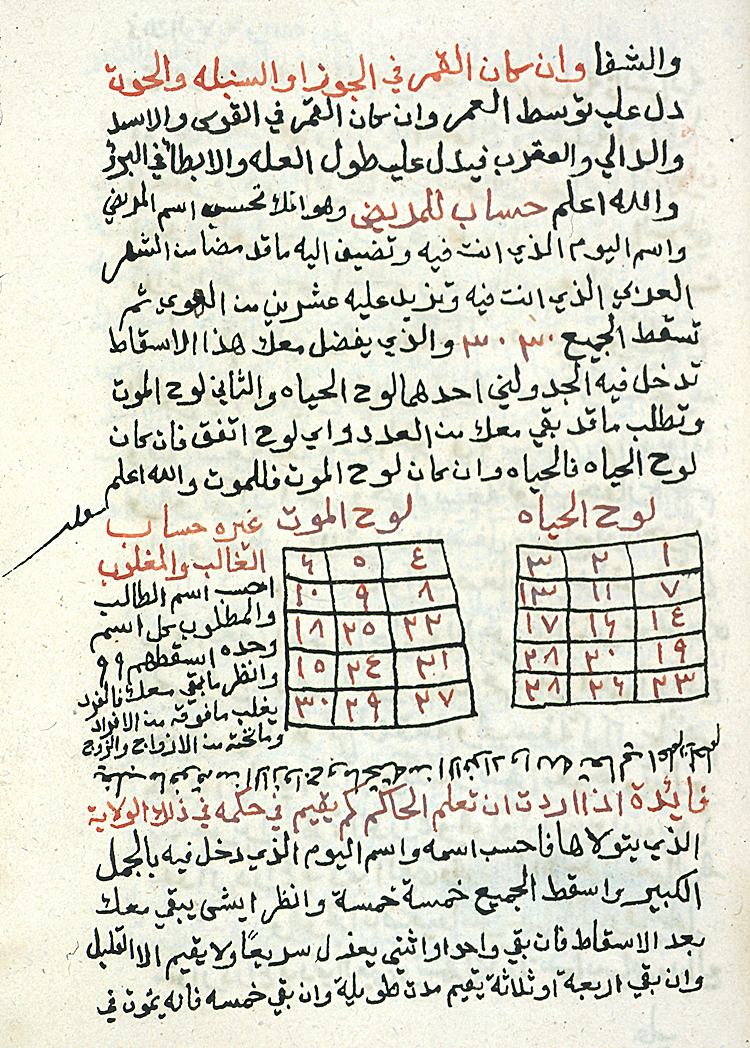
صفحه ای از کتاب که برمبنای حروف ابجد نام شخص بیمار تخمین میزند که وی زنده خواهد ماند یا خواهد مرد

کتابی نوشته یحی ابن بطریق در قرن نهم میلادی كه به اندرزهای ارسطو به اسکندر مقدونی معروف بود و ترجمه آن در اروپا از قرن ۱۳ تا ۱۶ میلادی جزو پرخواننده ترین کتابها بود. موضوع کتاب اندرزهایی در زمینه کشورداری ، اخلاق ، علم النفس (روانشناسی)  ، طالع بینی ، کیمیاگری ، جادو و پزشکی است. 

## اثر گذاری
این متن به زودی در خلافت غربی اسلام معروف شد و اشاره‌ای بدان در عقدالفرید ابن عبدربه در قرن دهم میلادی دیده می‌شود.
نیز یکی از پرخواننده ترین متون در قرون وسطی بود. در دوران بازیابی ارسطو  قرن ۱۲ ، خوانندگان این اثر را از آثار اصلی ارسطو میدانستند.
راجر بیکن ، محقق انگلیسی قرن ۱۳ بیشتر از معاصران خود به آن استناد کرده و حتی نسخه خطی ویرایش شده با مقدمه و یادداشت های خود را تهیه کرده است. حتی برخی از دانشمندان قرن بیستم مانند استیل ادعا میکنند تماس بیکن با این کتاب او را به سمت علم تجربی سوق داده است 
توجه دانشمندان به کتاب در حدود سال ۱۵۵۰ کاهش یافت ، اما علاقه مندی تا به امروز در بین دانشجویان ادامه دارد.  امروزه محققان آن را دریچه ای به سوی زندگی فکری قرون وسطایی می دانند: که از آن در زمینه های مختلف علمی استفاده می شد و نقشی در مجادلات علمی آن روز داشت.

## اهمیت کتاب

### اهمیت در اروپای قرون وسطی
در ۱۲۴۳ میلادی که فیلیپ آنرا به لاتین ترجمه کرد اروپا در تاریکی جهالت و تعصبات بسر میبرد و از ارسطو بجز نامی از دوردست چیزی نمیدانستند چون کلیه آثار او از میان رفته بود و نسخه های موجود در انحصار واتیکان بود. یکباره انتشار خطی این کتاب به عنوان نصایح ارسطو باعث شد که پرخواننده ترین اثر در بین اقلیت کتابخوان بگردد. 

### اهمیت امروزی
مطالعه این کتاب دید روشنی از چگونگی تفکر و روش زندگی اندیشمندان ایرانی و مسلمان یکهزار سال قبل به ما میدهد.

## ریشه های کتاب
اینک عموماً تصدیق می‌شود، که هر چند اصل این اثر مبتنی بر مآخذ یونانی است، ولی خود آن یونانی نیست، بلکه عربی یا سریانی است. یعنی، متنی که به عنوان ترجمه از زبان یونانی ارائه شده، بیشتر احتمال دارد که یک تألیف باشد. 
ممکن است از التقاط افکار ایرانی و سریانی در سده‌های هفتم تا نهم میلادی منشأ گرفته باشد، بدین‌ترتیب احتمال دارد که متن اصلی آن به زبان سریانی بوده باشد، ولی تاکنون نسخهٴ سریانی آن به دست نیامده‌است. 

## ترجمه ها
۱۲۴۳ فیلیپ طرابلسی نسخه‌ای از آن را در انطاکیه یافت به زبان لاتین ترجمه کرد
یوآنز اسپانیایی آن را به لاتین ترجمه کرد 
۱۲۰۰ یهودای حَرِزی  به زبان عبری
۱۵۰۱ ترجمه لاتین آلکساندر آشیلینی بولونیایی 
۱۲۸۰-۱۲۹۰ ترجمهٴ انگلیسی - نورمانی دومینیکن ایرلندی جئوفری واترفوردی (متوفی در ۱۳۰۰)
ترجمهٴ فلاماندی یا کوب فان مایرلانت (۱۲۳۵ - حدود ۱۲۹۱) 
۱۲۵۷ ترجمه‌ لاتین  راجر بیکن
۱۵۲۸ ترجمه انگلیسی ۱۵۲۸ روبرت کوپلند بر اساس نسخه لاتین فیلیپ طرابلسی 
کتاب در نهایت به چک ، روسی ، کرواتی ، هلندی ، آلمانی ، ایسلندی ، انگلیسی ، آراگونی ، کاتالان ، اسپانیایی ، پرتغالی ، فرانسوی ، ایتالیایی و ولزی ترجمه شد.  